# Кроу, Майкл
Майкл Джон Брук Кроу (англ. Michael John Brook Crowe, 14 августа 1942) — британский хоккеист (хоккей на траве), нападающий.

## Биография
Терри Грегг родился 14 августа 1942 года.
Играл в хоккей на траве за «Саутгейт» из Лондона.
В 1972 году вошёл в состав сборной Великобритании по хоккею на траве на Олимпийских играх в Мюнхене, занявшей 6-е место. Играл на позиции нападающего, провёл 8 матчей, забил 1 мяч в ворота сборной Кении.